# Ядерная программа Индии
Ядерная программа Индии состоит из программы ядерной энергетики (первая индийская АЭС введена в действие в 1969) и программы создания и развития ядерного вооружения (первое испытание ядерного оружия — операция «Улыбающийся Будда» — проведена 8 мая 1974).

## Военная ядерная программа
Первые ядерные испытания в рамках операции «Улыбающийся Будда» готовились индийским руководством в обстановке сугубой секретности. О разработках знали только участники проекта и несколько государственных деятелей, даже министр обороны был поставлен в известность в последний момент. После удачных испытаний устройства учёные стали национальными героями, а популярность Индиры Ганди, уменьшившаяся после войны 1971 года, снова возросла.